# إسمنت الأيونومر الزجاجي
إسمنت الأيونومر الزجاجي (بالإنجليزية: Glass ionomer cement)‏ هي عبارة عن مادة مرممة في طب الأسنان تستخدم في طب الأسنان كمادة حشو وأسمنت لصق، بما في ذلك لربط السناد القوسي لتقويم الأسنان. يستند إسمنت الأيونومر الزجاجي على تفاعل مسحوق سيليكات الزجاج (زجاج كالسيوم فلوروفلوروسيليكات)s وحمض البولي أكريليك، وهو أيونومير.في بعض الأحيان يتم استخدام الماء بدلًا من الحمض, فتتغير خصائص المادة واستخداماتها. ينتج هذا التفاعل أسمدة مسحوقة من جزيئات الزجاج محاطة بمطرس من عناصر الفلوريد وتُعرف كيميائياً باسم glass polyalkenoate. هناك أشكال أخرى من التفاعلات المتشابهة التي يمكن أن تحدث، على سبيل المثال عند استخدام محلول مائي من البوليمير المشترك أكريليك / الإيتاكونيك مع حمض التارتاريك، ينتج عن ذلك تمدد زجاجي في شكل سائل.  يمكن أيضًا استخدام محلول مائي من بوليمر حمض المالييك أو البوليمر المشترك الماليك / الأكريليك مع حمض الطرطريك لتشكيل الأيونومر الزجاجي في شكل سائل. حمض الطرطريك يلعب دورًا هامًا في السيطرة على خصائص تصلب المادة. الخلائط المستندة على الأيونومر الزجاجي تجسد مواد أسنان أخرى، على سبيل المثال إسمنت الراتين الزجاجي المعدل (RMGICs) والكومبومرات (أو المركبات المعدلة).

## خلفية
يستخدم إسمنت الأيونمر الزجاجي في المقام الأول للوقاية من تسوس الأسنان. لدى هذه المادة خصائص رابطة لاصقة جيدة للأسنان  مما يسمح لها بتشكيل سد ضيق بين الهيكل الداخلي للسن والبيئة المحيطة به. ينشأ تسوس الأسنان عن طريق إنتاج البكتيريا للحمض خلال عملياتها الأيضية. ة ينتج الحامض الناتج عن هذا الأيض في انهيار مينا الأسنان والبنى الداخلية اللاحقة للسن، إذا لم يتم التدخل من قبل أخصائي الأسنان، أو إذا لم يتم إيقاف و/أو إعادة تعدين المينا بمفردها. إسمنت الأيونمر الزجاجي يعمل كمادة ختام سني عند حدوث الحفر والشقوق في السن ويعمل على إطلاق الفلوريد لمنع المزيد من إزالة المعادن في المينا وتشجيع إعادة التمعدن. يمكن للفلورايد أيضًا أن يعيق نمو البكتيريا، عن طريق تثبيط عمليات الأيض الخاصة بها عند وجود السكريات من الغذاء. يتم ذلك عن طريق تثبيط العديد من الأنزيمات الأيضية داخل البكتيريا. وهذا يؤدي إلى انخفاض في الحمض الناتج عن هضم الطعام للبكتيريا، مما يمنع حدوث المزيد من الانخفاض في الأس الهيدروجيني، وبالتالي يمنع التسوس.
وضع إسمنت الأيونومر الزجاجي على السطوح الإطباقية للأسنان الخلفية يحد من تسوس الأسنان بالمقارنة بعدم استخدام مواد سد الشقوق على الإطلاق. هناك أدلة على أنه عند استخدام مواد الختام السني، فإن 6٪ فقط من الأشخاص يصابون بتسوس الأسنان خلال فترة عامان، بالمقارنة مع 40٪ من الأشخاص الذين لا يستخدمون مواد سد الشقوق. مع ذلك فمن المستحسن أن يتم استخدام ورنيش الفلورايد جنبًا إلى جنب مع ختام الأيونومر الزجاجي من أجل الحد من مخاطر التسوس السني الثانوي.
ومع ذلك فإن إضافة الراتين إلى الأيونمر الزجاجي يحسن خصائصه بشكل كبير، مما يسمح له أن بسهولة أكبر في الاختلاط والوضع. يسمح الأيونمرالزجاجي المعدل بالراتين بإطلاق الفلوريد بشكل مساوٍ أو أعلى، وهناك دليل على ثبات أعلى، وقوة أعلى وقابلية ذوبان أقل. لدى الأيونمر الزجاجي المرتكز على الراتين اثنين من تفاعلات التصلب: تصلب القاعدة الحمضية وبلمرة مجمع الذرات الحرة. تشكّل البلمرة لمجمع الذرات الحرة النمط السائد في التصلب، حيث تحدث بسرعة أكبر من تصلب قاعدة الحمض والذي يكون أبطأ نسبيًا. فقط المواد التي يتم تنشيطها بالشكل الصحيح بالضوء سوف يتم تصلبها بالشكل الأمثل. وجود الراتين يحمي الاسمنت من التلامس بالمياه. نظرًا لتقصير وقت العمل، يوصى بوضع المادة وتشكيلها في أقرب وقت ممكن بعد المزج.

## تاريخ المادة
تم إدخال الختام السني لأول مرة كجزء من البرنامج الوقائي في أواخر الستينيات، استجابة لحالات متزايدة من الحفر والتشققات على السطوح الإطباقية بسبب التسوس. أدى ذلك إلى إنتاج الإسمنت الأيونمر الزجاجي عام 1972 من قبل ويلسون وكينت، كمشتق من إسمنت لبسيليكات والأسمنت متعدد الكربوكسيل. يتضمن إسمنت الأيونمر الزجاجي خصائص إطلاق الفلوريد من إسمنت السيليكات مع الصفات اللاصقة من الإسمنت متعدد الكربوكسيل. سمح هذا الدمج بأن تكون المادة أقوى وأقل ذوبانًا وأكثر شفافية (وبالتالي أكثر جمالية) من سابقاتها.
تم تصميم إسمنت الأيونمر الزجاجي في البداية لاستخدامه في الترميم التجميلي للأسنان الأمامية وأوصي باستخدامه في الترميمات التجميلية للفئة الثالثة والفئة الخامسة. يوجد الآن المزيد من التطورات في تركيب المواد لتحسين خصائصها. على سبيل المثال يتم تفضيل إضافة جزيئات معدنية أو راتينية إلى الختام السني بسبب طول وقت العمل وتكون المواد أقل حساسية للرطوبة أثناء التصلب.
عندما تم استخدام إسمنت الأيونمر الزجاجي لأول مرة، تم استخدامه بشكل رئيسي في ترميم آفات التآكل / الانسحال وكوسيط لاصق لإعادة تشكيل التيجان والجسور. مع ذلك فقد تم توسيع هذا الآن إلى ترميم الإطباق في الأسنان اللبنية، وترميم الآفات الجانبية وقواعد التجويف وكبطانات. وهذا ممكن بفضل التركيبات المتزايدة باستمرار من إسمنت الايونمر الزجاجي.

## الأيونمر الزجاجي مقابل الختام السني المرتكز على الراتين
عندما يتم مقارنة اثنين من مواد منع ختام الأسنان كان هناك دائما تناقض فيما يتعلق بالمواد التي هي أكثر فعالية في الحد من التسوس. لذلك هناك مطالبات ضد استبدال مواد ختام الأسنان المرتكزة على الراتين مع الأيونمر الزجاج.

### المميزات
يُعتقد أن الأيونمر الزجاجي المستخدم في ختام الأسنان يمنع التسوس من خلال إطلاق الفلوريد المنتظم على مدار فترة طويلة كما تكون الشقوق أكثر مقاومة لنزع المعادن، حتى بعد الفقدان الظاهر لمادة الختام السني، ومع ذلك لم تجد المراجعة المنهجية أي اختلاف في تطور تسوس الأسنان عندما تم استخدام GICs كمواد لختام الشقوق مقارنةً بمواد الختام السني التقليدية القائمة على الراتين، بالإضافة إلى احتفاظها بقدرة أقل على الثبات على الأسنان مقارنة بمواد الختام السني المرتكز على الراتين.
هذه المواد لختام الأسنان لها خواص محبة للماء، مما يسمح لها أن تكون بديلاً للراتين الكاره للماء في الجوف الفموي الرطب بشكل عام، يتم تدمير مواد الختام السني المرتكزة على الراتين بسهولة عن طريق التلامس مع اللعاب.
يعتبر إسمنت الأيونمر الزجاجي القابل للتصلب كيميائيًا آمن من تفاعلات الحساسية، ولكن تم الإبلاغ عن عدد قليل منها بمواد مرتكزة على الراتين. ومع ذلك نادرًا ما ترتبط ردود الفعل التحسسية مع كل من مواد الختام السني.

### العيوب
العيب الرئيسي للأيونمر الزجاجي للختام السني أو للأسمنت عدم كفاية الثبات أو ببساطة نقص القوة والمتانة ومقاومة التآكل المحدودة. على سبيل المثال بسبب معدل الثبات الضعيف من الضروري إجراء عمليات متابعة دورية، حتى بعد 6 أشهر لاستبدال مادة الختام المفقودة. يتم استخدام طرق مختلفة لمعالجة أوجه القصور في إسمنت الأيونمر الزجاجي مثل المعالجة بالضوء الحراري (البلمرة)، أو إضافة الزركونيا، الهيدروكسياباتيت، N-vinyl pyrrolidone ، N-vinyl caprolactam ، و fluoroapatite لتعزيز إسمنت الأيونمر الزجاجي.

## التطبيقات السريرية
يستخدم الأيونمر الزجاجي بشكل متكرر بسبب الخصائص المتنوعة التي يحتويها والسهولة النسبية في استخدامه. قبل الإجراءات يتم توفير مواد بداية للأيونمر الزجاجي إما كمسحوق أو سائل أو كمسحوق ممزوج بالماء. يمكن توفير شكل مختلط من هذه المواد في شكل مغلف.
يجب أن يشتمل إعداد المادة على اتباع تعليمات الشركة المصنعة. يمكن استخدام وسادة ورقية أو لوح زجاج جاف بارد لخلط المواد الخام على الرغم من أنه من المهم ملاحظة أن استخدام الألواح الزجاجية سيؤدي إلى تأخير التفاعل وبالتالي زيادة وقت العمل. لا ينبغي أن يتم وضع المواد الخام التي تكون في شكل بودرة وسائل على السطح المختار حتى يتم طلب المزيج في الإجراء السريري الذي يستخدم فيه الأيونمر الزجاجي، لأن التعرض الطويل للجو يمكن أن يتداخل مع نسبة المواد الكيميائية في السائل. في مرحلة الخلط ينبغي استخدام ملوق المزج لمزج المسحوق بسرعة في السائل لمدة 45-60 ثانية اعتمادًا على تعليمات التصنيع .
بمجرد خلطهم معًا لتشكيل عجينة، يحدث تفاعل مبني على الحمض والذي يسمح للمركب الأيونمر الزجاجي بالتصلب خلال فترة زمنية معينة ويتضمن هذا التفاعل أربعة مراحل متداخلة:
- الانحلالية
- هلومة
- التصلب (3–6 دقيقة)
- النضج (24 ساعة – عام)

من المهم معرفة أن الأيونمر الزجاجي له وقت طويل للتصلب ويحتاج للحماية من البيئة الفموية من أجل تقليل التداخل مع الذوبان ومنع التلامس.
يعتمد نوع التطبيق للأيونمر الزجاجي على تماسك الإسمنت حيث أن مستويات اللزوجة المتفاوتة من اللزوجة العالية جدًا إلى اللزوجة المنخفضة، يمكن أن تحدد ما إذا كان الاسمنت يستخدم كمادة إلصاق، مواد لاصقة لتقويم الأسنان، مادة لختام الحفر والشقوق، بطانات وقواعد، مادة لبناء القلب، أو في الترميمات المتوسطة.

### الاستخدامات السريرية
تشمل الاستخدامات الإكلينيكية المختلفة لمركبات الأيونمر الزجاجي كمواد ترميم:
- السيرمت، وهو عبارة عن إسمنت أيونمر زجاجي مدعوم بالمعدن، للمساعدة في ترميم الأسنان المصابة بالتسوس أو تجاويف السن بالقرب من هامش اللثة، أو جذور الأسنان، على الرغم من أنه يمكن دمج الأسمنت في مواقع أخرى على مختلف الأسنان، اعتمادًا على الوظيفة المطلوبة. فهو يحافظ على الالتصاق بالمينا والعاج وله تفاعل تصلب مطابق للأنواع الأخرى من الأيونمر الزجاجي. إن تطوير السيرميت هي محاولة لتحسين الخواص الميكانيكية للأيونمر الزجاجي، خاصة مقاومة الهشاشة والتآكل من خلال مزج المعادن مثل الفضة والقصدير والذهب والتيتانيوم. ويبدو أن استخدام هذه المواد مع الأيونمر الزجاجي يزيد من قيمة قوة الانضغاط وحد الكلال مقارنة بالأيونمر الزجاجي التقليدي، ولكن لا يوجد فرق واضح في مقاومة الانعطاف ومقاومة التآكل مقارنة بالأيونمر الزجاجي.
- معالجة أسطح العاج، والتي يمكن إجراؤها بإسمنت الأيونمر الزجاجي لأن له خصائص لاصقة والتي قد تكون مفيدة عند وضعه في تجاويف الغؤور. الأسطح التي يوضع عليها إسمنت الأيونمر الزجاجي يتم إعدادها بشكل كاف عن طريق إزالة البروتينات اللعابية المترسبة، الموجودة من اللعاب لأن ذلك سيقلل إلى حد كبير من تقبّل إسمنت الأيونمر الزجاجي وسطح العاج لتكوين الروابط. يمكن استخدام عدد من المواد المختلفة لإزالة هذا العنصر، مثل حمض الستريك، ولكن يبدو أن أكثر المواد فعالية هو حمض البولي (أكريليك)، والذي يتم وضعه على سطح الأسنان لمدة 30 ثانية قبل أن يتم غسله. ثم يتم تجفيف السن للتأكد من أن السطح قابل لتكوين الروابط ولكن يتم الحرص لضمان عدم حدوث جفاف.[بحاجة لمصدر]
- تقنية المسندة مع الأيونمر الزجاجي، والتي تستخدم للمساعدة في ترميم التجاويف الجانبية للأسنان الأمامية. بين الأسنان المتاخمة للتجويف يتم إدخال المسندة، عادة قبل أي تكييف لسطح العاج. بمجرد وضع المادة بزيادة، يتم وضع المسندة حول جذر السن ويتم وضعها في مكانها بمساعدة الضغط بالأصابع بثبات أثناء تصلب المادة. وبمجرد التصلب يمكن إزالة المسندة بعناية باستخدام مجس رفيع حثي أو مجرفة.
- الختام السني للشقوق، الذي يتضمن استخدام الأيونمر الزجاجي حيث يمكن خلط المواد لتحقيق القوام السائل المعين واللزوجة التي تسمح للاسمنت بالدخول في الشقوق والحفر الموجودة في الأسنان الخلفية وتملئ هذه الفراغات التي تشكل موقعًا لمخاطر التسوس. مما يقلل من خطر تسوس الأسنان.[22]
- الحاصرات التقويمية، التي يمكن أن تنطوي على استخدام إسمنت الأيونمر الزجاجي كأسمنت لاصق والذي يشكل روابط كيميائية قوية بين المينا والعديد من المعادن التي تستخدم في الأقواس التقويمية مثل الفولاذ المقاوم للصدأ.
- وقد تم الجمع بين ورنيش الفلورايد مع وضع الختام السني للوقاية من تسوس الأسنان. وقد ثبت أن الاستخدام المشترك لهما يزيد من الفعالية الإجمالية بالمقارنة مع استخدام ورنيش الفلورايد وحده.[23][24]

## الكيمياء وتفاعل التصلب
تحتوي جميع أنواع GICs على زجاج أساسي وسائل بوليمر حمضي، والذي يتم تصلبه بواسطة تفاعل أساس الحمض. والبوليمر عبارة عن أيونمر يحتوي على نسبة صغيرة - حوالي 5 إلى 10٪ - من المجموعات الأيونية المستبدلة. هذه تسمح لها أن تكون قابلة للتحلل الحمضي وتتصلب سريريا بسهولة.
يكون حشو الزجاج بصفة عامة عبارة عن مسحوق كالسيوم ألومينو فلوروسيليكات، والذي عند التفاعل مع حمض البولي ألكينويك يعطي بقايا زجاج من بوليالكليتونات زجاجية في مطرس متعدد الكربوكسيل المتأين.
يبدأ تفاعل تصلب القاعدة الحمضية بخلط المكونات. المرحلة الأولى من التفاعل تتضمن التذويب. يبدأ الحامض في الارتباط بسطح جزيئات الزجاج، وكذلك جسم السن المجاور، وبالتالي ترسيب طبقاتها الخارجية وأيضًا تحييد نفسها.عندما يرتفع الأس الهيدروجيني في المحلول المائي، يبدأ حمض البولي أكريليك في التأين، ويصبح مشحونًا بشحنة سالبة ويضع تدرجًا للانتشار ويساعد على سحب الكاتيونات من الزجاج والعاج. كما تحفز القلوية البوليمرات على التفكك، مما يزيد من لزوجة المحلول المائي.
المرحلة الثانية هي الهلومة، حيث يستمر الرقم الهيدروجيني في الارتفاع ويزداد تركيز الأيونات في المحلول، يتم الوصول إلى نقطة حرجة وتبدأ البولي أكريلات الغير القابلة للذوبان في الترسب. هذه البولي أنيونات لديها مجموعات كاربوكسيلات التي تربط بين الكاتيون منها، خاصة Ca2 + في هذه المرحلة المبكرة، لأنها أكثر الأيونات المتاحة بسهولة، تشابكها في سلاسل بولي أكريلات الكالسيوم التي تبدأ في تشكيل مطرس هلامي، مما أدى إلى مجموعة التصلب الأولية، في غضون خمس دقائق. تشابك الروابط الرابطة هيدروجينية وتشابك السلاسل هي المسؤولة عن الهولمة. خلال هذه المرحلة لا يزال اسمنت الأيونمر الزجاجي غير محصن ويجب حمايته من الرطوبة. في حالة حدوث تلامس مع الماء سوف تتحلل السلاسل ويفقد GIC قوته وخصائصه البصرية. وعلى العكس فإن الجفاف في وقت مبكر يعمل على تكسير الاسمنت وجعل سطحه مسامي.
خلال الأربع وعشرين ساعة القادمة يحدث النضج. يتم استبدال سلاسل بولي أكريليكات الكالسيوم الأقل استقرارًا بشكل تدريجي ببولي أكريلك الألومنيوم، مما يسمح للكالسيوم بالانضمام إلى الفلوريد والفوسفات وينتشر في سطح السن، مما يؤدي إلى تكوين بولي الأملاح، والتي ترطب بشكل تدريجي لإنتاج مطرس أقوى.
يؤخر دمج الفلورايد التفاعل مما يزيد من وقت العمل. العوامل الأخرى هي درجة حرارة الأسمنت، ونسبة المسحوق إلى السائل، المزيد من المسحوق أو زيادة الحرارة تزيد من سرعة التفاعل.
اسمنت الأيونمر الزجاجي لديه روابط لاصقة جيدة مع جسم الأسنان، الترابط الكيميائي الفريد للعاج، وبامتداد أقل للمينا.